# Polifilija
Polifilija, polifiletičnost ili polifiletska evolucija (grčki = mnogorasni, „mnogih rasa“) odnosi se na evoluciju koja je obilježena pojavom jedne ili više homoplazija: konvergentni fenotipovi se vraćaju na prethodni izgled, ali nisu nasleđeni od zajedničkih predaka. Alternativno, termin polifiletični koristi se za opisivanje više predačkih izvora, bez obzira na konvergenciju.
Na primer, toplokrvne životinje evoluirale su odvojeno od predaka sisara i predaka ptica. Ostali primeri polifiletsikih grupa su protozoa Lipotyphla i alge, kao i beskičmenjaci.
Mnogi biolozi imaju za cilj da se u grupisanju vrsta izbjegne grupna homoplazija, zbog čega je često cilj da se eliminišu grupe za koje se utvrdi da su polifiletske. To je često stimulans za velike revizije klasifikacijskih sistema.
Istraživači koji su više u vezi s ekologijom nego sistematikom, mogu uzeti polifiletska grupe kao legitiman predmet proučavanja; sličnosti u aktivnosti u okviru gljiva grupe Alternaria, na primjer, mogu ih navesti na zaključak da je neka grupa valjan rod, dok posmatraju polifiliju.

## Polifiltske vrste
Vrste imaju poseban status u sistematici, kao jedna od uočljivijih karakteristika same prirode i kao osnovna jedinica klasifikacije. Obično se implicitno pretpostavlja da su vrste monofiletske (ili barem parafiletske). Međutim, hibridna specijacija nedvosmisleno dovodi do pojave polifiletskih vrsta. Hibridne vrste su uobičajena pojava u prirodi, posebno kod biljaka, gde poliploidija omogućava brzu specijaciju.